# Chris Abell
Christopher Abell FRS FRSC FMedSci (11 de novembro de 1957 – 26 de outubro de 2020) foi um biólogo químico britânico.